# Ракитничек волосистый
Ракитничек волосистый (лат. Chamaecytisus hirsutus) — кустраник, один из видов рода Ракитничек (Chamaecytisus), семейства Бобовые (Fabaceae).

## Ботаническое описание
Cytisus hirsutus достигает высоты в среднем 30–40 см, с максимальной высотой около 100 см. Стебель более или менее восходящий, деревянистый в нижней части, ветвистый, с восходящими однолетними и травянистыми ветвями с волосками длиной 3 мм (отсюда латинское название этого вида hirsutus , что означает волосатый ). 
Листья небольшие, листопадные, тройчатые, яйцевидные или эллиптические, опушенные с обеих сторон, длиной 18–25 мм, с черешком.
Цветки изначально оранжево-жёлтые, затем, как правило, окрашиваются в красновато-коричневый цвет. Период цветения длится с апреля по июнь. 
Его бобы (семенные коробочки) имеют длину 25–40 мм, очень опушены и созревают в конце лета.

## Места обитания
Произрастает в Турции, Австрии, Чехословакии, Венгрии, Швейцарии, Албании, Болгарии, бывшей Югославии, Греции, Италии, Румынии и Франции.
В известковых и засушливых средах, таких как сухие луга и склоны на опушке леса. Обычно они встречаются на высоте 0–1500 м.